# 片岩
片岩（英語：schist）是一種具有明顯「片理（Schistosity）」的变质岩，其变质程度比千枚岩高，几乎所有的原岩物质都已经重新结晶，所以礦物颗粒較大。片柱状矿物含量较高，常大于30％。其組成的粒狀礦物主要是石英和长石，石英含量一般比长石多，长石含量常少于25%，其变斑晶为变质矿物，主要有十字石、蓝晶石、矽線石、堇青石、石榴石等。
片岩通常在伴随造山（造山运动）过程的区域变质作用中形成，通常反映中等程度的变质作用。 片岩可由许多不同种类的岩石形成，包括泥岩等沉积岩和凝灰岩等火成岩。 由泥岩变质而成的片岩特别常见，并且通常富含云母（云母片岩）。 当原始岩石（原岩）的类型可辨别时，片岩通常会被命名为反映其原岩的名称，例如片岩变砂岩。 否则，组成矿物的名称将包含在岩石名称中，例如石英-长石-黑云母片岩。
片岩基岩由于其明显的薄弱面，可能对土木工程构成威胁。
片岩一般根据其矿物分类和命名，如云母片岩、角闪片岩、绿泥片岩、滑石片岩等。